# Кирьят-Ям
Кирьят-Ям (ивр. קריית ים‎) — город в Израиле. Основан в 1941 году. Занимает площадь 4339 дунамов. Статус города получил в 1976 году.
Большинство жителей Кирьят-Яма — евреи. Отношение мужского и женского населения: 1097 женщин на 1000 мужчин.
Город расположен к северу от Хайфы, входит в городскую агломерацию Крайот.
Мэр города — Давид Эвен-Цур

## История

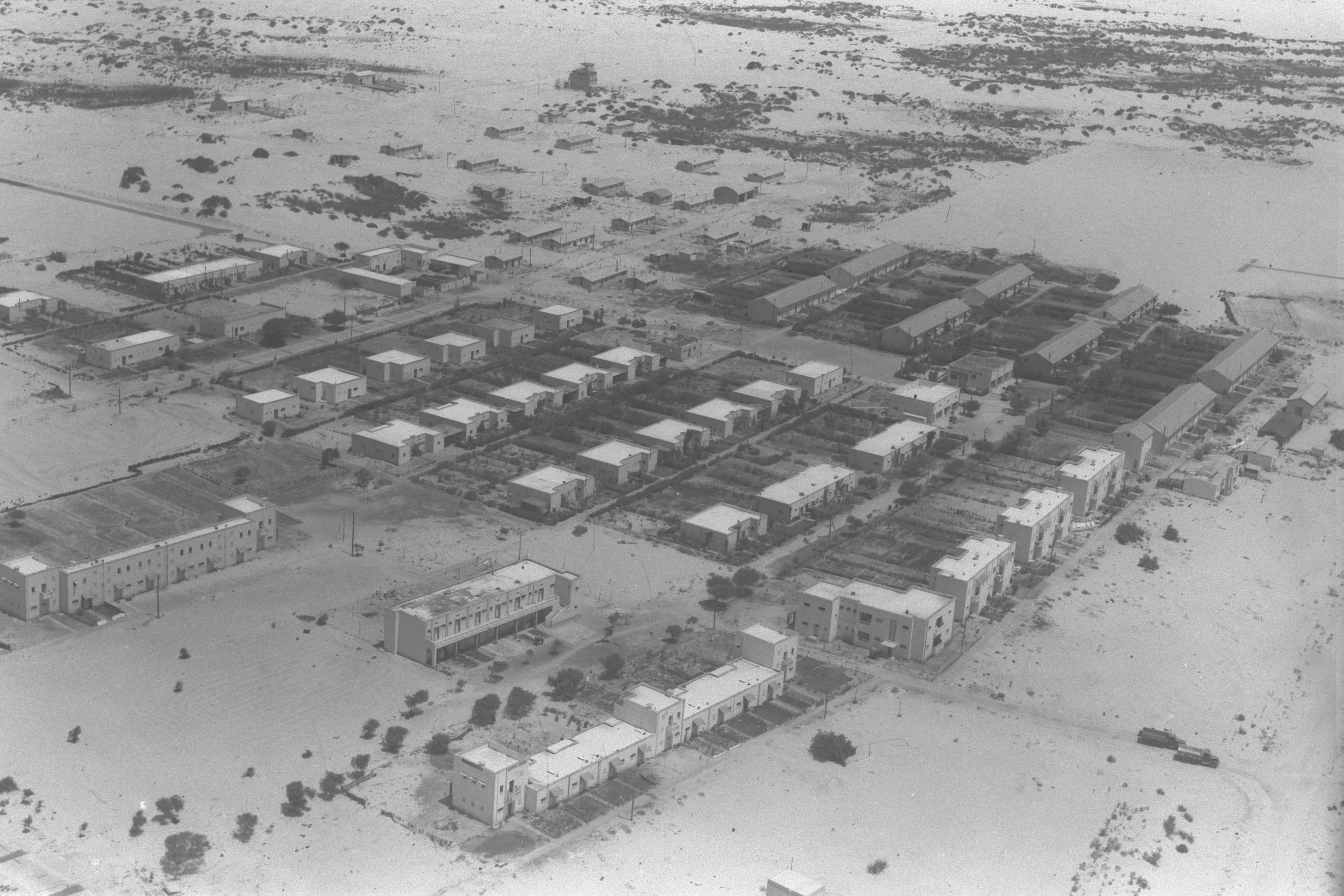
Кирьят-Ям, 1949 год

Большой участок земли на берегу Хайфского залива был приобретен у семьи Сурсок из Бейрута американским Сионским содружеством в 1925 году. В 1928 году корпорация Bayside Land, совместное предприятие Палестинской экономической корпорации и Еврейского национального фонда, приобрело 2400 дунамов земли для строительства нефтепровода для Iraq Petroleum Company. Развитие жилого района началось в 1939 году, а первые дома были построены в 1940 году.

## Население
По данным Центрального статистического бюро Израиля, население на начало 2020 года составляло 39 897 человек.
В северной части города проживает большое количество репатриантов из бывшего Советского Союза, Северной Африки и Эфиопии, в которой были созданы центры для репатриантов и возведены новые жилые дома.
| Кирьят-Ям                            | Кирьят-Ям  |
| ------------------------------------ | ---------- |
| Хайфский округ                       |            |
| Год основания                        | 1941       |
| Англ. запись                         | Qiryat Yam |
| Население (чел.)                     | 36 800     |
| Площадь (дун.)                       | 4339       |
| Население по возрастам               |            |
| возраст 0—4                          | 5,8 %      |
| возраст 5—9                          | 5,9 %      |
| возраст 10—14                        | 7,1 %      |
| возраст 15—19                        | 7,9 %      |
| возраст 20—29                        | 15,3 %     |
| возраст 30—44                        | 16,8 %     |
| возраст 45—59                        | 19,4 %     |
| возраст 60—64                        | 4,9 %      |
| 65 и старше                          | 16,8 %     |
| Образование                          |            |
| Всего школ                           | 13         |
| Начальных школ                       | 9          |
| Средних школ                         | 8          |
| Учеников                             | 6166       |
| Начальных школ                       | 3083       |
| Средних школ                         | 3151       |
| Классов                              | 226        |
| Среднее количество учеников в классе | 27,6       |
| по данным ЦБС на конец 2001          |            |

## Городское развитие

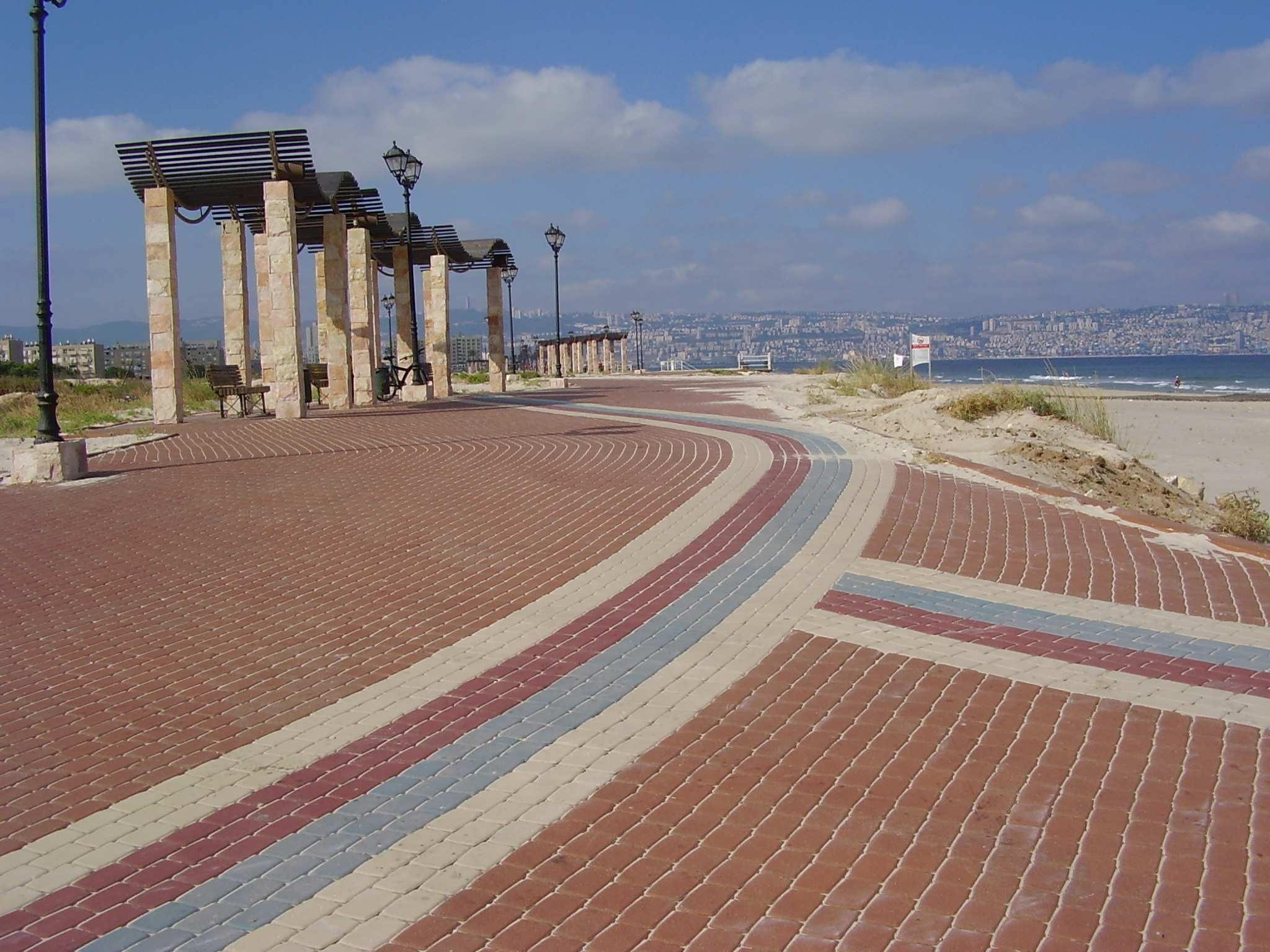
Набережная Кирьят-Яма

Планы городского развития, направленные на модернизацию старого квартала Гиммель, были заблокированы оборонной компанией Rafael, так как в городе расположен её основной завод по производству оружия. В 2009 году Хайфский районный комитет по планированию одобрил высотное строительство для района, отменив возражения Rafael.

## Города-побратимы
Кирьят-Ям является побратимом:
- Кретей, Франция
- Фридрихсхайн-Кройцберг, Германия
- Кисловодск, Россия
- Мако, Венгрия
- Поти, Грузия
- Сигету-Мармацией, Румыния